# Murat Berge
Murat Berge (* 5. Juli 1982 in Van) ist ein ehemaliger türkischer Fußballspieler.

## Sportlicher Werdegang
Berge begann seine Vereinskarriere bei Van Sanayispor. 2000 schloss er sich dem Nachwuchsbereich von Vanspor an, kam aber beim in die Zweitklassigkeit abgestiegenen Klub nicht in der Wettkampfmannschaft zum Einsatz. 2002 wechselte der Offensivspieler zu Demir Çelik Divriğispor in die Viertklassigkeit. Im August 2003 wechselte er zum Ligakonkurrenten Çorumspor, kehrte aber nach zwei Spielzeiten zu Demir Çelik Divriğispor zurück.
Berge schloss sich im Sommer 2007 dem Drittligisten MKE Kirikkalespor an. Im türkischen Pokalwettbewerb 2007/08 erreichte er mit der Mannschaft die Gruppenphase, in der sie Gruppenletzte wurde. Fünf der sieben Tore des Klubs im Wettbewerb gingen dabei auf sein Konto, damit wurde er gemeinsam mit Leonardo Iglesias von Kayserispor und Mateja Kežman von Fenerbahçe Istanbul Torschützenkönig des Wettbewerbs. 2009 stieg er mit dem Klub in die Viertklassigkeit ab, daraufhin ging er zu Büyükçekmece Tepecikspor. Der Klub hatte den umgekehrten Weg gemacht, beim Neudrittligisten blieb er jedoch nur ein halbes Jahr. Im Januar 2010 wechselte er innerhalb der Spielklasse die Staffel und unterzeichnete bei Göztepe Izmir einen bis Sommer 2014 gültigen Vertrag. Im Sommer 2011 gelang der Aufstieg in die zweite Liga, mittlerweile kam er jedoch kaum noch über den Status eines Ergänzungsspielers hinaus und wurde im Januar 2012 zu Tepecikspor zurücktransferiert.
Im Sommer 2012 sicherte sich der Drittligist Bozüyükspor die Dienste Berges, der nach Ende des Ein-Jahres-Vertrags im Sommer 2013 zunächst vereinslos war. Erst im Januar 2014 kam er beim Drittligisten Istanbul Güngörenspor unter, wo er bis zum Sommer zwei Spieleinsätze verzeichnete. Daraufhin kehrte er in die vierte Liga zu Vanspor zurück. Zum Ende der Winterwechselperiode Anfang 2016 ging er zum Ligakonkurrenten Beylerbeyi SK, später spielte er noch für Geredespor, Bagcilar Spor und Manavgat Belediyespor im oberklassigen Amateurbereich.  2018 beendete er seine Karriere.